# Lemuria (cerimonie)
I Lemuria o Lemuralia erano delle feste dell'antica Roma, celebrate il 9, l'11 e il 13 maggio per esorcizzare gli spiriti dei morti, i lemuri.
La tradizione voleva che a istituire queste festività fosse stato Romolo per placare lo spirito del fratello Remo, da lui ucciso.
Il rituale prevedeva che il pater familias gettasse alle sue spalle alcune fave nere per il numero simbolico di nove volte, recitando formule propiziatorie.
Nel 609 papa Bonifacio IV sostituì i Lemuria con il giorno di Tutti i Santi, festeggiato il 13 maggio fino al 732, quando papa Gregorio III ne trasferì la celebrazione al 1º novembre.